# 1870 en philosophie
Chronologie de la philosophie
- 1866
- 1867
- 1868
- 1869
- 1870
- 1871
- 1872
- 1873
- 1874

L’année 1870 a été marquée, en philosophie, par les événements suivants :

## Événements
- x

## Publications
- La Conception dionysiaque du monde de Friedrich Nietzsche.
- La Psychologie anglaise contemporaine de Théodule Ribot.
- De l’intelligence d'Hippolyte Taine.

## Naissances
- 2 mai : Dominique Parodi, philosophe français, mort en 1955.
- 19 mai : Kitarō Nishida, philosophe japonais, fondateur de l'École de Kyoto, mort en 1945.
- 31 mai : Eugenio Rignano, philosophe, psychologue et sociologue italien, mort en 1930.
- 6 septembre : Élie Halévy, philosophe et historien libéral français, mort en 1937.
- 24 novembre : Nicolas Lossky, philosophe d'origine russe, l'un des fondateurs de l'intuitivisme, issu du personnalisme, mort en 1965.

## Décès
- 9 janvier : Alexandre Herzen, philosophe et essayiste politique occidentaliste russe, né en 1812.